# Metzendorf (Seevetal)
Metzendorf ist ein Ort in der Gemeinde Seevetal im Landkreis Harburg in Niedersachsen, ungefähr 30 Kilometer südlich von Hamburg gelegen. Metzendorf hatte am 30. November 2022 391 Einwohner. Der Ort, der seit dem 1. Juli 1972 zur Gemeinde Seevetal gehört, liegt zwei Kilometer entfernt von der A 7, die östlich verläuft.